# Paul Samson
Paul Curkeet Samson (* 12. Juni 1905 in Emporia, Kansas; † 10. Februar 1982 in Oakland, Kalifornien) war ein Schwimmer und Wasserballspieler aus den Vereinigten Staaten.

## Karriere
Paul Samson vom Illinois Athletic Club in Chicago hatte 1927 als Student der University of Michigan die Collegemeisterschaften der Vereinigten Staaten über 220 Yards und über 440 Yards Freistil gewonnen.
Bei den Olympischen Spielen 1928 in Amsterdam schwamm die 4-mal-200-Meter-Freistilstaffel der Vereinigten Staaten in der Besetzung Paul Samson, Austin Clapp, David Young und Johnny Weissmüller bereits im Vorlauf Weltrekord in 9:38,8 Minuten. Im Finale siegten Austin Clapp, Walter Laufer, George Kojac und Johnny Weissmüller vor den Staffeln aus Japan und aus Kanada und verbesserten dabei den Weltrekord noch einmal auf 9:36,2 Minuten. Nach den damals gültigen Regeln erhielten nur die im Finale eingesetzten Staffelteilnehmer Medaillen. Der 1,98 Meter große Paul Samson nahm auch mit der Wasserballnationalmannschaft am olympischen Wasserballturnier teil und wirkte im Spiel gegen Frankreich mit. Am Ende des Turniers belegte das US-Team den fünften Platz.
Samson wurde später Arzt und spezialisierte sich als Thorax-Chirurg. Im Zweiten Weltkrieg war er als Chirurg der United States Army in Nordafrika und Europa tätig. Nach dem Krieg führte er wesentliche Neuerungen in die Thorax-Chirurgie ein.